# 银灰杨
银灰杨（学名：Populus × canescens），也叫灰杨，是杨柳科杨属的一种杂交植物，由Populus alba和Populus tremula杂交而来。分布于欧洲、巴尔干、高加索、部分西亚、哈萨克以及中国大陆的新疆等地，生长于海拔500米至2,800米的地区。